# Milko Kos
Milko Kos (Gorizia, 12 dicembre 1892 – Lubiana, 24 marzo 1972) è stato uno storico sloveno.
Nacque a Gorizia quando questa faceva ancora parte dell'Impero austro-ungarico e dove suo padre, il medievalista Franc Kos, insegnava al ginnasio. La madre era una friulana della Contea di Gorizia e Gradisca, mentre il fratello Gojmir Anton Kos divenne un famoso pittore.
Studiò storia all'Università di Vienna, specializzandosi nella storia sociale del Medioevo. Divenne un esperto sul modello dell'insediamento medievale nelle terre slovene. Scrisse anche sulla storia sociale delle città medievali e fece delle pubblicazioni sulla Storia della Slovenia, includendo il principato di Carantania e i manoscritti di Frisinga.
Nel 1928 cominciò ad insegnare all'Università di Lubiana, dove succedette a Ljudmil Hauptmann nella cattedra di storia slovena. Da quella posizione, influenzò la maggior parte degli storici sloveni del periodo seguente alla seconda guerra mondiale, molti dei quali laureati sotto il suo diretto insegnamento, inclusi Fran Zwitter e Bogo Grafenauer.
Nel periodo tra il 1941 e il 1945, Kos fu rettore all'Università di Lubiana. Durante il difficile periodo dell'occupazione italiana e tedesca della Slovenia, Kos mantenne un rapporto clandestino con il Fronte di liberazione del popolo sloveno.
Dopo la guerra divenne membro dell'accademia slovena delle arti e delle scienze. Nel 1955 ricevette il premio Prešeren, il massimo premio culturale in Slovenia, per il suo lavoro sul catasto nel litorale sloveno.